# استان کییتی
استان کییتی (به ایتالیایی: Provincia di Chieti) از استان‌های کشور ایتالیا است. 
استان کییتی در جنوب مرکزی این کشور قرار دارد. مرکز این استان شهر کیتی و زیرمجموعه ناحیه ابروتزو می‌باشد. مساحت این شهرستان ۲٬۵۸۸ کیلومتر مربع و جمعیت آن ۳۹۷٬۳۹۵ نفر است.
| شهرستان           | جمعیت  |
| ----------------- | ------ |
| کیتی              | ۵۶٬۱۲۷ |
| وستو              | ۳۷٬۲۱۳ |
| لانچانو           | ۳۶٬۲۲۸ |
| اورتونا           | ۲۳٬۶۰۳ |
| فراناویلا ال ماره | ۲۳٬۰۵۶ |